# صندوق (مجموعه تلویزیونی)
صندوق (انگلیسی: The Trunk؛‏ کره‌ای: 트렁크) یک مجموعه تلویزیونی محصول کره جنوبی بر پایه رمانی با همین نام اثر کیم ریو ریونگ است. این مجموعه به نویسندگی پارک اون یونگ، به کارگردانی کیم کیو ته و با بازی سو هیون جین و گونگ یو است. این مجموعه در ۲۹ نوامبر ۲۰۲۴ از نتفلیکس پخش شد.

## بازیگران
- سو هیون جین در نقش نو این جی[۱]
- گونگ یو در نقش هان جونگ وون[۱]
- جونگ یون ها در نقش لی سو یون
- کیم دونگ وون